# Marsh Harbour
Marsh Harbour es una localidad de las islas Ábaco, en el distrito de Ábaco Central, Bahamas.
El 25 de agosto de 2001 la cantante estadounidense de R&B Aaliyah fue una de las 9 víctimas de un accidente de avión tras despegar del aeropuerto local tras grabar el videoclip de su sencillo "Rock the Boat".
En 2019, la localidad fue impactada por el huracán Dorian, de categoría 5, dañando severamente la mayoría de edificios e infraestructuras de la ciudad.

## Demografía
Según el censo de 1990 contaba con 3.600 habitantes. Las estimaciones de 2010 hacían referencia a 5483 habitantes.